# Ana Luisa König
Ana Luisa König Browne (née le 5 octobre 1990 à Santiago) est un mannequin chilien et Miss Univers Chili 2012.